# Enchiridion symbolorum
Enchiridion symbolorum, plným názvem Enchiridion symbolorum, definitionum et declarationum de rebus fidei et morum (latinsky Příručka vyznání víry, definic a prohlášení ohledně věcí víry a mravů) je nejběžněji užívaná neoficiální sbírka církevních dokumentů, poprvé publikována Heinrichem Denzingerem v roce 1854 a od té doby mnohokrát doplněná a publikovaná. V teologické literatuře se lze setkat i s označením podle jména editorů: sbírka je tedy označovaná též jako Denzinger, Denzinger–Schönmetzer či Denzinger–Hünermann či zkratkami Dz, DS či DH.

## Různá vydáníEnchiridionu
Znění jednotlivých vydání Enchiridionu se pochopitelně liší, neboť jednotlivá prohlášení byla jednak doplňována, za druhé ovšem i vypouštěna se zřetelem k novějším církevním dokumentům. Existují však skupiny, které kritizují novější vydání Enchiridionu, vydaná po Druhém vatikánském koncilu, kvůli tomu, že ze sbírky byly vypuštěny zmínky o některých předchozích církevních dokumentech v případech, v nichž (podle vydavatelů) došlo k posunu ve stanovisku církve. Následující seznam uvádí seznam těchto dokumentů.

### Pontifikáty předPiem IX.
| Dz   | změny                                                                                                |
| ---- | --- |
| 351  | dopis kardinála Humberta Michaelu Caerulariovi (1053) o nástupnictví římských papežů                 |
| 1607 | encyklika Ubi primum papeže Lva XII. z 5. května 1824 o indiferentismu                               |
| 1617 | encyklika Singulari nos papeže Řehoře XVI. z 25. června 1834, odsuzující Lamennaisovo pojetí svobody |
| 1615 | teze z encykliky Mirari vos téhož papeže o svobodě svědomí                                           |

## Pontifikát Pia IX.
| Dz                    | změny |
| --------------------- | --- |
| 1640                  | alokuce Acerbissimum vobiscum z 27. září 1852 o nebezpečí civilních sňatků                                                                                                 |
| 1642-1648             | alokuce Singulari quadam o indiferentismu. |
| 1678                  | encyklika Quanto conficiamur moerore italským biskupům z 10. srpna 1863 o indiferentismu (zkráceno)                                                                        |
| 1688-1690, 1692, 1694 | některé výroky encyklika Quanta cura o náboženské svobodě, o ohrožení školství a mládeže nebezpečnými myšlenkami a sekularismudstranění pravého náboženství ze společnosti |
| 1806, 1807            | zavržení deismu a odpůrců přirozené teologie v textu Prvního vatikánského koncilu                                                                                          |
| 1847                  | alokuce Luctuosis o papeži a Svatém stolci |

## PontifikátLva XIII.
| Dz               | změny |
| ---------------- | --- |
| 1852             | encyklika Quod apostolici muneris z 28. prosince 1878 o spojení mezi církví a státem |
| 1858             | encyklika Diuturnum illud z 29. června 1881 |
| 1863-1864        | dekret Posvátného oficia o kremaci |
| 1865             | dekret Posvátného oficia z 27. května 1886 o rozvodech civilních sňatků |
| 1878-1888        | encyklika Immortale Dei, odsuzující liberalismus, racionalismus a naturalismus |
| 1935, 1949       | zkrácená věta encykliky Providentissimus Deus |
| 1936a-1936b      | encyklika Sapientiae christianae z roku 1890 o nadpřirozené lásce k církvi, o přirozené lásce k vlasti a o odhodlání bránit práva církve proti zákonům státu, které napadají církev a náboženství |
| 1958-59          | encyklika Satis cognitum ve své části pojednávající o božském původu církve a o jejím učitelském úřadu                                                                                            |
| 1969, 1974, 1976 | List Testem benevolentiae papeže Lva XIII., v němž odsuzuje amerikanismus a zvláště přizpůsobení dogmat modernímu duchu, vynechány věty o nemožnosti přizpůsobit církevní nauku dané době         |

## PontifikátPia X.
| Dz                                                 | změny |
| -------------------------------------------------- | --- |
| 1984                                               | dekret Sacra Tridentina synodus z 16. 12. 1905 o častém svatém přijímání |
| 1995                                               | encyklika Vehementer nos z 11. 2. 1906 |
| 2071, 2082, 2086, 2088, 2092, 2095, 2099,2102-2109 | encyklika Pascendi Dominici gregis, z 8. 9. 1907, – Úvodní zpráva o modernistech – O vnitřních nepřátelích Církve, – část kap. O koncepci víry u modernistů, část kap. O pojetí dogmatu u modernistů a jeho možném vývoji, O autoritě církve, v kapitole o historii a kritice, O apologetické metodě modernistů a jejich názorech. |
| 2114                                               | Motu proprio Praestantia scripturae z 18. listopadu 1907 proti modernistickému výkladu Písma a varování všem pastýřům, kteří působí na poli biblistiky |

## PontifikátPia XI.
| Dz                 | změny |
| ------------------ | --- |
| 2100               | encyklika Ubi arcano z 23. 12. 1922 O pokoji Kristově v království Kristově, nebezpečí nového modernismu |
| 2197               | encyklika Quas primas z 11.12.1925 - Svátek Krista Krále jako lék proti laicismu |
| 2200               | konstituce Divini cultus z 20.12.1928– O liturgii |
| 2212-2213, 2216-24 | encyklika Divini illius magistri, 31.12.1929, – vynechána kapitola: o člověku, který má porušenou přirozenost, ale je vykoupený, škodlivost vychovatelského naturalismu, vynechána kapitola o křesťanské rodině jako o místu výchovy, o zavržení laických škol, škol nábožensky smíšených, katolická škola jako prototyp pravé školy, svět a jeho nebezpečí, cíl výchovy: vytvořit opravdového křesťana. |
| 2247-48            | encyklika Casti connubii, Dz 2238 - Hovořící o nutnosti spolupůsobení manželů se svátostnou milostí, O smíšených manželstvích a jejich nebezpečích |
| 2247               | encyklika Ad catholici sacerdotii – kap. O velikosti kněžského poslání a útoky nepřátel na kněžství |

## PontifikátPia XII.
| Dz                  | změny |
| ------------------- | --- |
| 2280, 2282          | encyklika Summi pontificatus |
| 2291                | encyklika Mystici corporis – modlitba za jinověrce a její důležitost, modlitba za ty, kdo vládnou, láska k církvi, mnozí zůstávají mimo církev |
| 2307,2324-2325,2319 | encykliky Humani generis z roku 1950 (je též považována za druhý Syllabus errorum) – odsuzuje zvláště teologické diletanty Nouvelle theologie) jsou vynechané věty o falešném historicismu – a o falšování nauky: falšuje se pojetí dědičného hříchu, pohrdá se výnosy tridentského sněmu, bourá se nauka o transsubstanciaci, dále je vypuštěna pasáž o ohrožení theodieceje (přirozené nauky o Bohu) a etiky (mravouky) novými filosofickými principy. Je vypuštěna věta Pia XII, který si stěžuje, že existují v Církvi lidé, kteří popírají, že katolická církev ve spojení s Římem a mystické tělo Kristovo je jedna a ta samá věc a že kdo chce být spasen, musí být členem katolické Církve |
| 2332                | apoštolská konstituce Munificentissimus Deus – Definováno dogma o Neposkvrněném početí Panny Marie, část pojednávající o významu nově definovaného dogmatu v materialistické a zmatené době. |